# Scientific Linux
Scientific Linux was een Linuxdistributie, gebaseerd op Red Hat Enterprise Linux en ontwikkeld door het CERN in Genève (Zwitserland), Fermilab en een aantal universiteiten. Scientific Linux heeft wetenschappelijke instellingen als doelgroep en richt zich op rekenkracht en productiviteit. Ook richt het zich op maximale aanpasbaarheid voor ieder laboratorium. Het project stopt per 2024-06-30 (dan stopt ook de ondersteuning).